# سليمان أباد (برزاوند)
سلیمان أباد (بالفارسية: سلیمان‌آباد) هي قرية تقع في إيران في قسم برزاوند الريفي. يقدر عدد سكانها بـ 22 نسمة .